# Monte Ibérico-Corredor de Almansa
Monte Ibérico-Corredor de Almansa è una comarca della Spagna, situata nella comunità autonoma di Castiglia-La Mancia, in particolare nella provincia di Albacete.